# 장서기
장서기(掌書記/掌书记)는 한국과 중국에서 사용하던 관직이다.
주로 문장을 맡았던 것으로 추정되며, 고려에서는 정7품의 지방관직이었다.